# Robert Carlyle
Robert Carlyle (n. 14 aprilie 1961, Glasgow, Scoția) este un actor scoțian de film și televiziune, câștigător al unui premiu BAFTA și al premiului Screen Actors Guild Award.

## Biografie
Carlyle s-a născut în Maryhill, Glasgow, fiul lui Elizabeth, o angajată a unei companii de autobuze și al lui Joseph Carlyle, un pictor și decorator. A fost crescut de tată după ce mama sa l-a părăsit când avea patru ani. A abandonat școala la 16 ani și s-a dus să lucreze pentru tatăl său ca pictor și decorator. Oricum, și-a continuat educația prin frecventarea seralului la Colegiul Cardonald din Glasgow.

## Carieră
Carlyle a început să se implice în drama la Centrul de Arte Glasgow la vârsta de 21 de ani, fiind inspirat de cartea The Crucible scrisă de Arthur Miller, ulterior absolvind Academia Scoțiană de Muzică și Dramă. În 1991, el și patru prieteni au fondat o companie de actorie. Acesta a intrat în atenția publicului interpretând rolul unui criminal, Albie Kinsella, într-un episod din Cracker. Curând „a aterizat” în rolul unui polițist, Hamish Macbeth în comedia dramatica BBC. În 1996 și 1997, a apărut în două dintre cele mai bune roluri din cariera sa: cea a psihopatului Francis Begbie în filmul Trainspotting și Gaz, liderul unui grup de stripteri amatori în „The Full Monty”. El a apărut alături de Ray Winston în filmul Face, care a fost lansat pe DVD în 2002.
Alte roluri memorabile includ cel din Angela's Ashes (1999), The World Is not Enough, Ravenous, Priest și Hitler: The Rise of Evil.
Acesta a interpretat rolul lui Don, unul din personajele principale în „28 Weeks Later”. Recent interpretează rolul unui inginer marin ce încearcă să salveze Londra de la dezastru total în filmul „Flood” lansat în 2007. A mai apărut în video-ul muzical promoțional a lui Oasis.
Cel mai recent, Carlyle a interpretat rolul lui Dr. Nicholas Rush, în filmul „Stargate Universe”. În decembrie 2008, acesta a apărut în 24 Redemption, alături de Kiefer Sutherland.

## Stilul de actor
Cunoscut pentru încrederea în roluri, Carlyle își schimbă stilul de viața și psihicul pentru a înțelege mai bine caracterul. Exemplele includ: înainte să interpreteze un personaj fără casă în „Antonia Bird's Safe”, a mers să trăiască la Waterloo, zonă în Londra unde se filmau scenele filmului; pentru rolul său ca șofer de autobuz în „Ken Loach's Carla's Song”, a trecut testul pentru un carnet de conducere; pentru rolul său ca Hitler, a ascultat toate muncile lui Richard Wagner, compozitorul favorit a lui Hitler.
Ca rezultat, Carlyle este acum un fan a lui Wagner. În filmul „28 Weeks Later”, în scena cand a fost infectat, s-a lovit cu capul de un geam întărit de sticla, așa de tare, încât a suferit trei zile de dureri groaznice de cap.

## Viața Personală
Este căsătorit cu Anastasia Shirley. Ei s-au întâlnit când ea lucra la serialul Tv „Cracker”. În data de 28 decembrie 1997, actorul a plănuit o nuntă în secret la miezul nopții la castelul Skibo din Sutherland, dar un jurnalist și-a sunat șeful, i-a confirmat detaliile și i-a distrus nunta romantică a lui Carlyle. Cei doi au trei copii împreună: Ava (născută în 2002); Harvey (născut în Martie, 2004) și Pearce Joseph (născut în Aprilie, 2006). Carlyle este un fan al clubului de fotbal Patrick Thistle F.C.

## Filmografie
- Silent Scream (1990) ca Big Woodsy
- Riff-Raff (1990) ca Steve
- Tender Blue Eyes (1992) ca Richard Fascetti
- Being Human (1993) ca Prehistoric Shamen
- Priest (1994) ca Graham
- Marooned (1994) ca Peter
- Go Now (1995) ca Nick Cameron
- Trainspotting (1996) ca Begbie
- Carla's Song (1996) ca George Lennox
- The Full Monty (1997) ca Gaz
- Face (1997) ca Ray
- Plunkett & Macleane (1999) ca Plunkett
- Ravenous (1999) ca Col. Ives
- The World Is Not Enough (1999) ca Renard
- Angela's Ashes (1999) ca Malachy (dad)
- The Beach (2000) ca Daffy
- There's Only One Jimmy Grimble (2000) ca Eric Wirral
- To End All Wars (2001) ca Major Ian Campbell
- The 51st State(2001) ca Felix DeSouza
- Once Upon a Time in the Midlands (2002) ca Jimmy
- Black and White (2002) ca David O'Sullivan
- Hitler: The Rise of Evil (2003) ca Adolf Hitler
- Dead Fish (2004) ca Danny Devine
- The Mighty Celt (2005) ca O
- Marilyn Hotchkiss' Ballroom Dancing and Charm School (2005) ca Frank Keane
- Eragon (film) (2006) ca Durza
- 28 Weeks Later (2007) ca Don
- Flood  (2007) ca Robert Morrison
- Stone of Destiny (2008) ca John MacCormick
- Summer (2008) ca Shaun
- I Know You Know (2008) ca Charlie
- The Tournament (2009) ca Joseph Macavoy

## Televiziune
- Taggart - "Hostile Witness" (1990)
- 99-1 - "Doing the Business" (1994)
- Cracker (serial TV britanic)- "To Be A Somebody" (1994)
- Hamish Macbeth (1995 - 1998)
- Looking After Jo Jo (1998)
- Hitler: The Rise of Evil (2003) (ca Adolf Hitler)
- Gunpowder, Treason & Plot (2004) (ca Regele Iacob I al Angliei)
- Human Trafficking (miniserial TV) (2005)
- Class of '76 (2005)
- Born Equal (2006)
- The Last Enemy (2008)
- 24: Redemption (2008)
- Stargate Universe (2009) (ca Dr. Nicholas Rush)